# Bonne av Armagnac
Bonne av Armagnac, född 1392, död 1430 eller 1435, var en fransk prinsessa och hertiginna av Orléans genom sitt giftermål med Karl, hertig av Orléans, brorson till kung Karl VI av Frankrike. 
Hon var dotter till greve Bernhard VII av Armagnac och Bonne av Berry och blev 1410 bortgift med Karl av Orléans. Hennes far tog kontrollen över partiet Orléans, som då kallades Armagnac, vilket ledde till kriget mellan partiet Armagnac och partiet Burgund 1410-1435. Maken blev 1415 tillfångatagen av England och frisläpptes först efter hennes död. Hon dog barnlös.   